# 张玉舜
张玉舜（1943年3月11日—），男性，甘肃省白银市人，中华人民共和国政治人物。

## 生平
曾任兰州市商业局局长、兰州市人民政府副市长、中共兰州市委副书记、市人民政府市长。甘肃省人大常委会副秘书长、秘书长等职务。2004年10月因严重违法违纪而被中共甘肃省纪委调查。2005年，张氏被开除党籍和公职，并因受贿罪于同年11月被定西市中级人民法院判囚10年。